# Primo viaggio di Giovanni Caboto
Segue il resoconto del primo viaggio di Giovanni Caboto.

## Antefatti
Il porto di Bristol, da cui Giovanni Caboto partì per la sua spedizione, era il secondo porto più importante d'Inghilterra e già dal 1480 da qui erano partite delle spedizioni in Nord Atlantico in cerca di terre sconosciute, soprattutto alla ricerca della mitica isola di Hy-Brazil, presente in molte leggende celtiche. Dalla lettera di Pedro de Ayala si venne a sapere che la terra trovata da Giovanni Caboto, dopo la sua spedizione del 1497, era stata scoperta in passato da dei marinai di Bristol, lasciando intendere che la terra raggiunta da Caboto era proprio l'isola di Brazil e che le spedizioni avvenute diciassette anni prima erano andate a buon fine.

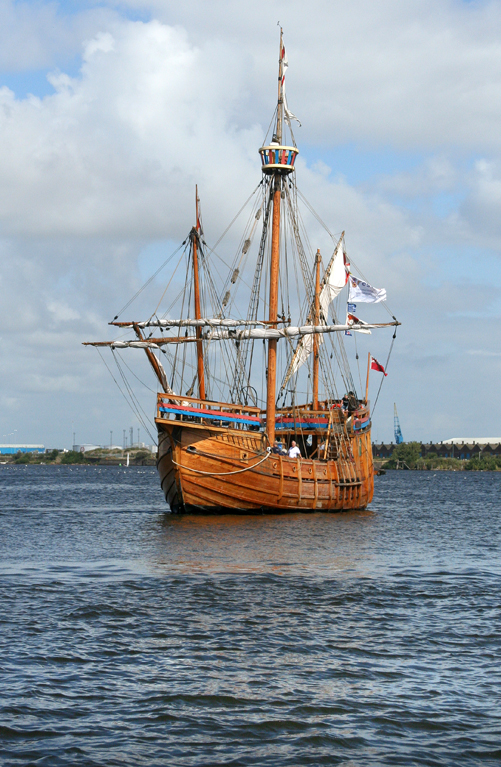
Replica della Matthew, la nave utilizzata da Caboto.

Nel 1493 Cristoforo Colombo era ritornato dal suo primo viaggio transatlantico per conto della Spagna dicendo di aver trovato l'Asia (in realtà le isole del Mar dei Caraibi) navigando verso ovest, suscitando così l'interesse per le rotte atlantiche anche di altre potenze come Portogallo e Inghilterra. Giovanni Caboto, da sempre desideroso di trovare una via più breve per l'Asia per aprire una nuova via per il commercio delle spezie, intuì che l'Estremo Oriente poteva essere raggiunto più velocemente di quanto avesse fatto Colombo seguendo una rotta più settentrionale.
Nel 1496 Caboto riuscì a convincere il re d'Inghilterra Enrico VII a sostenere il suo progetto di raggiungere l'Asia ed il ricco Cipango navigando verso ponente. Il re si affrettò a concedere l'autorizzazione a Giovanni Caboto concedendogli delle lettere patenti del 5 marzo 1496.
Una delle fonti principali della famosa spedizione di Giovanni Caboto è un documento noto come "lettera di John Day", ritrovata da Vigneras nel 1956, scritta dal mercante inglese John Day, pseudonimo di Hugh Say, nell'inverno 1497-1498 e indirizzata ad un "Almirante Mayor", con molta probabilità Cristoforo Colombo. La lettera parla soprattutto del famoso viaggio del 1497, in cui Caboto toccò le coste del Nord America, ma fa brevemente riferimento anche ad un viaggio precedente a quello 1497. Nella lettera Day racconta che Caboto fu costretto a tornare indietro dopo che la ciurma aveva protestato intimorita dalla scarsità di cibo e dal cattivo tempo. Dal momento che Caboto ricevette la patente regia il 5 marzo 1496 è probabile che questo viaggio sia avvenuto nell'estate di quell'anno.

## Il viaggio
Nel porto di Bristol fu così organizzata una spedizione di cinque navi, armate a spese di Caboto, ma con il finanziamento principalmente a carico del ricco mercante gallese Richard Ameryk e dai banchieri fiorentini Bardi, come risulta dalle ricerche dello storico fiorentino Bruscoli.
Tuttavia, per ragioni ancora da chiarire, il 20 maggio 1497 salpò solo una di esse, il Matthew, naviglio di cinquanta tonnellate con un equipaggio di diciotto uomini: con molta probabilità, s'imbarcò anche il figlio Sebastiano.

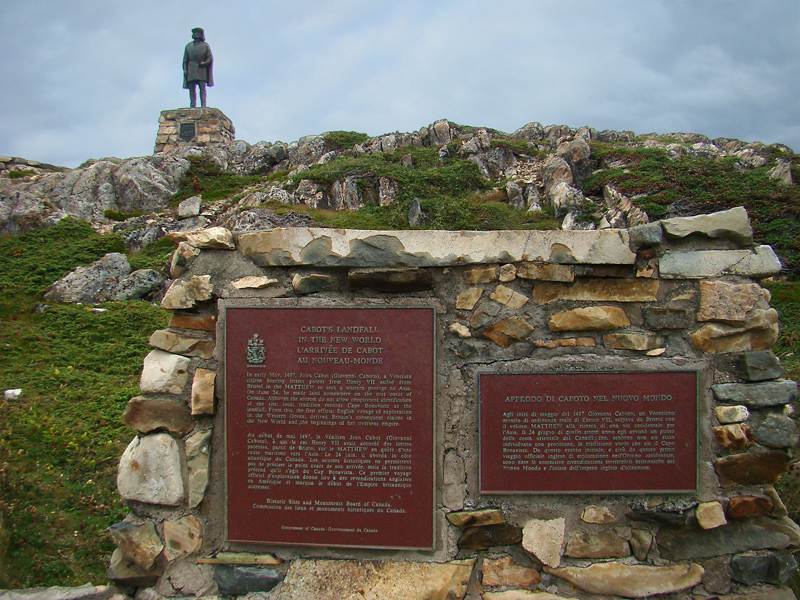
Capo Bonavista, Terranova, uno dei probabili luoghi di approdo di Caboto.

La spedizione di Caboto toccò terra il 24 giugno 1497, il giorno di San Giovanni. L'esatto luogo dell'approdo è oggetto di dibattito. Alcuni storico propongono la località di Capo Bonavista, sull'isola di Terranova, mentre altri suggeriscono l'isola di Capo Bretone, in Nuova Scozia. Nell'illusione di aver toccato l'estremità Nord Orientale dell'Asia, Caboto prese possesso della terra su cui era sbarcato in nome di Enrico VII e chiamandola "Prima tierra vista". Secondo le fonti sulla nuova terra scoperta Caboto piantò le bandiere inglese e pontificia (lettera di John Day), mentre secondo altre (lettera di Lorenzo Pasqualigo) quella inglese e quella della Repubblica di Venezia.
Sempre nella lettera di John Day si dice che Caboto sia sbarcato solo una volta durante la spedizione solo per far rifornimento d'acqua e senza mai allontanarsi dalla costa "più d'un tiro di una balestra". Questa scelta fu dovuta al fatto che, dato l'esiguo numero di uomini dell'equipaggio, non si voleva rischiare di imbattersi in alcun pericolo che potesse mettere a repentaglio la spedizione. Non vi sono testimonianze di contatti con i nativi, sebbene in più fonti si faccia riferimento al ritrovamento di tracce di presenza umana: nella lettera di John Day è menzionato il ritrovamento di un focolare e di un palo di legno lavorato, nonché l'avvistamento di due sagome correre, sebbene non sia chiaro se fossero uomini o animali.
Nella sua lettera, John Day riferisce che sul viaggio di ritorno Caboto era approdato in Bretagna dopo che i membri della ciurma lo avevano confuso dicendogli che stava navigando troppo a nord. Il 6 agosto, dopo un'assenza di circa tre mesi, la Matthew fece ritorno a Bristol e la notizia delle nuove scoperte venne accolta in Inghilterra con grande giubilo anche tra la popolazione. Enrico VII concesse allo scopritore un premio di dieci sterline.